# Ekenhaga
Ekenhaga – miejscowość (tätort) w Szwecji, w regionie administracyjnym (län) Jönköping, w gminie Värnamo.
Według danych Szwedzkiego Urzędu Statystycznego liczba ludności wyniosła: 208 (31 grudnia 2018) i 223 (31 grudnia 2019).